# Paulan
Paulan is een bestuurslaag in het regentschap Karanganyar van de provincie Midden-Java, Indonesië. Paulan telt 3118 inwoners (volkstelling 2010).